# Salvador Llamozas
Salvador Llamozas (* 29. Oktober 1854 in Cumaná; † 13. Januar 1940 in Caracas) war ein venezolanischer Pianist, Komponist und Musikjournalist.

## Leben
Llamozas hatte seit frühester Kindheit Klavierunterricht und trat bereits zehnjährig in seinem ersten Konzert auf. Daneben arbeitete er für Zeitschriften wie El Zancudo, El Diario de Avisos, El Siglo XIX und La Tribuna Liberal. 1878 wurde er zum Mitglied des Instituto de Bellas Artes ernannte. Im Jahr 1882 gründete er die Literatur- und Musikzeitschrift Lira Venezolana. In der Academia de Música des Instituto Nacional de Bellas Artes in Caracas bildete er ab 1887 mehrere Generationen venezolanischer Pianisten und Musiker aus. Er unternahm zahlreiche Studienreisen nach Nordamerika und Europa.
Das kompositorische Werk Llamozas’ besteht fast ausschließlich aus Walzern, Nocturnes und Fantasien für das Klavier, die den Einfluss Louis Moreau Gottschalks erkennen lassen. Für den Himno a Miranda erhielt er die Goldmedaille der Academia de Bellas Artes.

## Werke
- Noches de Cumaná (fantasía sobre aires populares)
- Fina, Gavotte
- Armonía, Walzer
- Siempre tú, Walzer
- Salutación
- Salve María (plegaria para soprano y piano)
- Nocturno tropical
- Capricho popular
- Rapsodia venecolana
- Himno a Miranda